# Prostitución en Bielorrusia

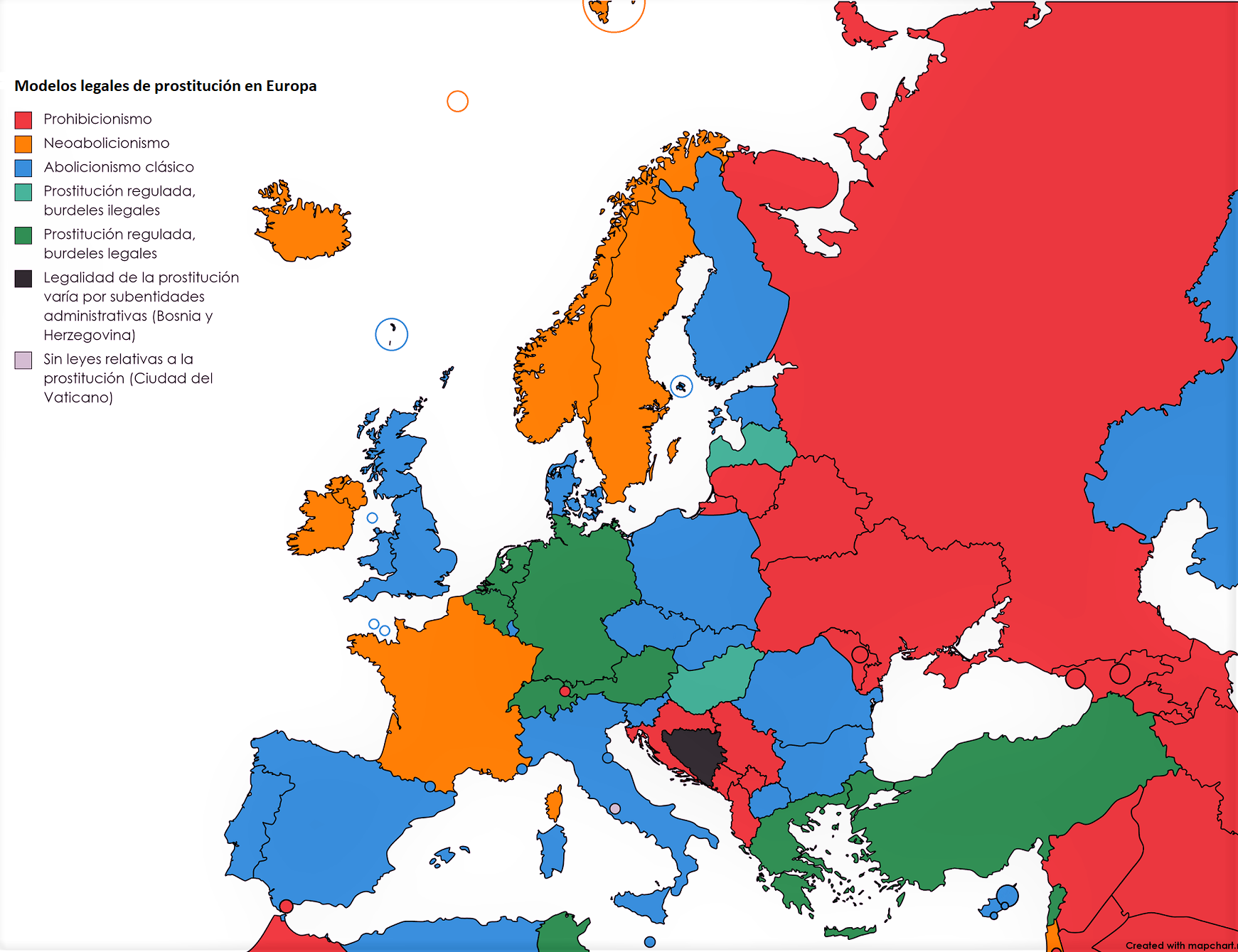
Prostitución en Europa. En rojo, el modelo prohibicionista (venta de prostitución ilegal, compra ilegal o alegal) al que pertenece Bielorrusia.

La prostitución en Bielorrusia es ilegal pero común, y es más una ofensa de carácter administrativo que ilegal. El funcionamiento de un burdel está prohibido y la participación en toda clase de proxenetismo, es sancionada hasta con 10 años de cárcel. ONUSIDA estimó que en el país en 2016, había 22 000 trabajadores sexuales.
El tráfico sexual es un problema de carácter nacional.

## Extensión histórica
Los registros oficiales de las provincias de Vitebsk, Minsk, Grodno y Mogilev, revelaron que había 50 burdeles con 326 prostitutas, trabajando en aquellas provincias. El censo ruso de 1897, registró que en las 5 provincias bielorrusas, había un total de 479 prostitutas.
Según las cifras oficiales del Ministerio de Asuntos Internos en 2010,  había 1 930 mujeres implicadas a la prostitución en el país, de las cuales 637 trabajaban en Minsk. En ese mismo año, 780 personas fueron enjuiciadas por prostitución.

## Turismo sexual
El país es un destino  para el turismo sexual. El gobierno ha intentado combatir esto con restricciones de visa. Sin embargo, no se requieren visas para los turistas rusos, en donde proviene la gran mayoría del turismo sexual. La mayoría de los turistas viajan al país de forma independiente, pero  hay "tours sexuales" organizados desde Turquía hasta Europa Occidental.
Los rusos se sienten atraídos por los casinos del país, (Rusia prohibió juego y clausuró todos los casinos en 2009) y la prostitución está vinculada a muchos de esos casinos. Ha habido una serie de detenciones de alto perfil, vinculados con la prostitución. En 2012, el director de arte y gerente del club Minsk  Dankoff fueron arrestados y posteriormente correría la misma suerte el propietario del club, Jury Dańkoŭ.
En 2009, un ciudadano turco residente en Bielorrusia fie condenado a 7 años de cárcel, por organizar turismo sexual desde Turquía. Un año después, un cómplice suyo también fue condenado a 7 años de cárcel. Algunos ciudadanos de Oriente Medio también han sido deportados del país, por actividades relacionadas.

## Tráfico sexual
Bielorrusia es un país de origen, tránsito y destino para mujeres, adolescentes y niños sometidos al tráfico sexual. Las víctimas son principalmente sometidas al tráfico en Rusia y Bielorrusia, así como en Polonia, Turquía, y otros países de Eurasia y Medio Oriente. Algunas mujeres bielorrusas que viajan en busca de trabajo en el extranjero en las industrias de entretenimiento y hoteles, han sido sometidas al tráfico sexual. El gobierno ha identificado a víctimas bielorrusas, moldavas, rusas, ucranianas, y vietnamitas explotadas en el país.
El artículo 181 del código penal prohíbe el tráfico y trabajo sexual, y establece penas que van desde 5 a 15 años de cárcel, además de la confiscación de los bienes de los infractores.  El gobierno informó sobre una investigación del tráfico sexual en 2016 bajo el artículo 181, en comparación con una en 2015, otra en 2014, y seis en 2013.
La Oficina de Monitoreo y Combate del Tráfico de Personas del Departamento de Estado de los Estados Unidos, posicionó a Bielorrusia como país de 'Nivel 3'.